# Veľké Dravce
Veľké Dravce (in ungherese Nagydaróc) è un comune della Slovacchia facente parte del distretto di Lučenec, nella regione di Banská Bystrica.